# 梶山秀蔵
梶山 秀蔵（かじやま ひでぞう、文政12年（1829年） - 明治2年（1869年）2月）は幕末の志士。家系は水戸藩士 安島氏。水戸藩 安島某の次男。旧名を安島俊次郎（あじましゅんじろう）という。母は水戸藩郷士 加藤木新五郎の女。叔父に加藤木賞三がいる。水戸藩浪士による井伊直弼暗殺のため奔走した。

## 生涯
水戸藩士・安島某の次男として生まれる。父の名は不詳ながら万延元年（1860年）につくられた『水戸藩御規式分限帳』惣与力・矢列 安島俊蔵なる者あり。その子、或いは弟か。幼少の折より医術を学び、ついで藤田東湖の門に入るという。安政5年（1858年）におきた安政の大獄により前藩主徳川斉昭の永蟄居、藩主徳川慶篤の慎みをはじめ、家老の安島帯刀は切腹、多くの藩士も斬首に処せられ、水戸藩内には同藩を弾圧した井伊直弼に対する不満が高まっていた。藩内部で密かに井伊直弼暗殺を企てた者の中に、加藤木賞三がおり、甥の安島俊次郎をして隠密として彦根藩邸に住み込ませるべく、懇意であった三井国蔵に協力を求め、下野国宇都宮の町医者田波道節の血縁者ということにし、田波秀蔵と名乗らせた。同年7月、国蔵の手蔓によって、俊次郎を藩邸中屋敷居住、井伊氏茶道坊主安藤清海の娘の婿養子とすることに成功した。安政の大獄によって、国蔵は神職の傍ら、金貸しを営み、彦根藩士の中にも彼から金を借りている者があったことから、国蔵の手を借りることができたという。
安島俊次郎は剃髪して安藤秀斎と改名し、8月には養父安藤清海の跡を継ぎ、桜田門外にある彦根藩屋敷に出仕し彦根藩内の情勢を探った。その間、俊次郎は隠密であることが発覚せぬよう、凡愚を装い、叔母らあたるふくが大金持ちであることから裕福であると吹聴し、彦根藩の同僚を誘い吉原にも遊ぶなど警戒をとくよう努めたという。
その労あって、俊次郎は彦根藩邸の見取り図や藩兵による藩邸警備の状況を書面にし密書として加藤木賞三の妻ふくをして同志にその密書とした。しかし、生来の水戸訛りが彦根藩の警戒を招き、翌安政6年（1859年）2月、これ迄と考え、三井国蔵の手引きによって、妻に大金を与え離縁に至り、安藤家を去ったという。安藤家を去った後、俊次郎は、梶山秀蔵と改名し、横浜にて乾物店を開き商人と偽り、彦根藩からの追手を避けたとされる。
万延元年（1860年）3月3日、桜田門外の変が発生。水戸藩浪士や薩摩藩の浪士らが井伊直弼を襲撃し、これを暗殺した。門外にての襲撃に至った経緯には俊次郎の情報によって、彦根藩邸の警備が極めて厳重であることから、井伊直弼の江戸城登城の機会を狙うことになったという。井伊直弼暗殺が成就した後、俊次郎は次第に警戒を解き文久2年（1862年）に至って、横浜を引き上げたとされる。
その後、御三卿 一橋徳川家の当主であった徳川慶喜に仕え軍制調役下役を命ぜられるという。慶喜が将軍となった後も一橋徳川家に仕えたとされる。明治2年（1869年）2月死去。41歳であったという。